# Mama, ja doma
Mama, ja doma (Мама, я дома) è un film del 2021 diretto da Vladimir Bitokov.

## Trama
Nella Repubblica di Cabardino-Balcaria, un'autista di autobus di nome Tonja aspetta il ritorno di suo figlio, il quale è andato a combattere in Siria. Una volta saputo che il figlio è stato ucciso, si rifiuta di crederci e inizia una lotta per poterlo riavere a casa.